# Karl Theodor af Pfalz og Bayern
Karl Theodor (tysk: Karl (eller Carl) Philipp Theodor; født 10. december 1724 i Bruxelles, død 16. februar 1799 i München) var kurfyrste af Pfalz fra 1742 til 1799 under navnet Karl 4. Theodor af Pfalz. I 1777 blev han også kurfyrste af Bayern, denne gang under navnet Karl 2. Theodor af Bayern.

## Familie
Karl Theodor var gift med sin kusine pfalzgrevinde Elisabeth Auguste af Pfalz-Sulzbach (1721–1794). Ægteskabet var ulykkeligt, og deres eneste barn døde dagen efter sin fødsel.
Karl Theodor fik adskillige børn med sine elskerinder.

## Slægt
Karl Theodor tilhørte den ældre (pfalziske) linje af Huset Wittelsbach, og han var tiptiptipoldesøn af Wolfgang af Pfalz-Zweibrücken (1526–1569). 
Karl Theodor var søn af hertug Johan Christian Josef, pfalzgreve af Pfalz-Sulzbach.